# Comitatul de Valois
Comitatul Valois, situat în regiunea Valois – pagus vadensis în epoca merovingiană, valesia în epoca carolingiană –, a fost un fost pagus sau comitat, al cărui centru administrativ s-a aflat inițial la Vez – în latină Vadum –, iar începând cu secolul al X-lea, la Crépy-en-Valois.

## Istorie
Primii titulari ereditari ai comitatului au fost membri ai nobilimii carolingiene, care au reunit sub autoritatea lor comitatele Vexin, Valois și Amiénois. Când ultimul dintre ei a intrat în monahism, în 1077, posesiunile sale au fost împărțite, iar Valois a revenit familiei Herbertiens, care deținea și comitatul Vermandois. Prin căsătorie, Valois a trecut în posesia Capețienilor în 1080.
În 1183, la moartea contesei Élisabeth de Vermandois, comitatele Valois și Vermandois au fost disputate între soțul ei, Filip de Alsacia, și sora sa, Éléonore de Vermandois. Regele Filip August s-a impus ca arbitru al conflictului și a profitat de situație pentru a anexa cele două comitate domeniului regal în 1185.
A fost apoi acordat ca apanaj unor prinți, precum Jean-Tristan, fiul lui Ludovic al IX-lea al.
Carol, al patrulea fiu al lui Filip al III-lea, primește Valois ca apanaj și fondează casa cu același nume, care va domni peste Franța începând cu Filip al VI-lea de Valois, fiul său, devenit rege al Franței în 1328. Acesta transmite comitatul fiului său mai mic, Filip de Orléans. După moartea acestuia fără moștenitori, comitatul revine domeniului regal.
În 1406, Valois este ridicat la rang de ducat în favoarea lui Ludovic, duce de Orléans, fratele lui Carol al VI-lea și fondator al ramurii Valois-Orléans. Când nepotul său, Ludovic al II-lea de Orléans, devine rege sub numele de Ludovic al XII-lea, Valois trece la vărul său, Francisc de Angoulême, viitorul Francisc I. Odată cu accesiunea acestuia la tron, Valois revine în domeniul regal.
În 1344, comitatul Valois este ridicat la rang de comitat-pairie, iar în iulie 1406, la rang de ducat-pairie în favoarea lui Ludovic de Orléans.